# Davis Mensah
Davis Mensah (Bussolengo, 2 agosto 1991) è un calciatore italiano, attaccante del Mantova.

## Carriera
Ha iniziato a giocare a calcio con il Castelnuovo Sandrà in Serie D nel 2010, per poi passare alla Virtus Verona dove ha disputato sei stagioni mettendo a segno 47 reti in 200 presenze complessive.
Nel 2017 è stato acquistato dalla Triestina approdando per la prima volta in carriera in Serie C. Con i biancorossi ha giocato per quattro stagioni nelle quali ha segnato 20 reti in 131 presenze tra tutte le competizioni ufficiali.
Nel 2021 ha firmato un contratto con il Pordenone, club di Serie B ed il 29 agosto dello stesso anno ha debuttato nella serie cadetta nell'incontro perso 5-0 contro la SPAL. Utilizzato con buona frequenza dai neroverdi (15 presenze totali in campionato), al termine della stagione è stato ceduto al Mantova in Serie C; con il club virgiliano ha ottenuto la salvezza ai play-out nella stagione 2022-2023 ed in quella successiva ha conquistato la promozione in Serie B vincendo il proprio girone, trascorrendo poi la stagione 2024-2025 in Serie B, categoria in cui gioca stabilmente da titolare (35 presenze sui 38 incontri teoricamente in programma).

## Statistiche

### Presenze e reti nei club
Statistiche aggiornate al 13 maggio 2025.
| Stagione             | Squadra              | Campionato           | Campionato | Campionato | Coppe nazionali | Coppe nazionali | Coppe nazionali | Coppe continentali | Coppe continentali | Coppe continentali | Altre coppe | Altre coppe | Altre coppe | Totale | Totale |
| Stagione             | Squadra              | Comp                 | Pres       | Reti       | Comp            | Pres            | Reti            | Comp               | Pres               | Reti               | Comp        | Pres        | Reti        | Pres   | Reti   |
| -------------------- | -------------------- | -------------------- | ---------- | ---------- | --------------- | --------------- | --------------- | ------------------ | ------------------ | ------------------ | ----------- | ----------- | ----------- | ------ | ------ |
| 2010-2011            | Castelnuovo Sandrà   | D                    | 32         | 7          | CI-D            | 0               | 0               | -                  | -                  | -                  | -           | -           | -           | 32     | 7      |
| 2011-2012            | Virtus Verona        | D                    | 30         | 9          | CI-D            | 0               | 0               | -                  | -                  | -                  | -           | -           | -           | 30     | 9      |
| 2012-2013            | Virtus Verona        | D                    | 37         | 13         | CI-D            | 0               | 0               | -                  | -                  | -                  | -           | -           | -           | 37     | 13     |
| 2013-2014            | Virtus Verona        | LP2                  | 30         | 1          | CI-LP           | 1               | 0               | -                  | -                  | -                  | -           | -           | -           | 31     | 1      |
| 2014-2015            | Virtus Verona        | D                    | 28+1       | 2+0        | CI-D            | 0               | 0               | -                  | -                  | -                  | -           | -           | -           | 29     | 2      |
| 2015-2016            | Virtus Verona        | D                    | 36+1       | 11+0       | CI-D            | 0               | 0               | -                  | -                  | -                  | -           | -           | -           | 37     | 11     |
| 2016-2017            | Virtus Verona        | D                    | 34+2       | 12+1       | CI-D            | 0               | 0               | -                  | -                  | -                  | -           | -           | -           | 36     | 13     |
| Totale Virtus Verona | Totale Virtus Verona | Totale Virtus Verona | 195+4      | 48+1       |                 | 1               | 0               |                    | -                  | -                  |             | -           | -           | 200    | 49     |
| 2017-2018            | Triestina            | C                    | 31         | 9          | CI+CI-C         | 2+1             | 1+0             | -                  | -                  | -                  | -           | -           | -           | 34     | 10     |
| 2018-2019            | Triestina            | C                    | 27+4       | 6+0        | CI+CI-C         | 1+1             | 0               | -                  | -                  | -                  | -           | -           | -           | 33     | 6      |
| 2019-2020            | Triestina            | C                    | 24+2       | 2+0        | CI+CI-C         | 2+1             | 0               | -                  | -                  | -                  | -           | -           | -           | 29     | 2      |
| 2020-2021            | Triestina            | C                    | 33+1       | 2+0        | CI              | 0               | 0               | -                  | -                  | -                  | -           | -           | -           | 34     | 2      |
| Totale Triestina     | Totale Triestina     | Totale Triestina     | 115+7      | 19         |                 | 8               | 1               |                    | -                  | -                  |             | -           | -           | 130    | 20     |
| 2021-2022            | Pordenone            | B                    | 15         | 0          | CI              | 1               | 0               | -                  | -                  | -                  | -           | -           | -           | 16     | 0      |
| 2022-2023            | Mantova              | C                    | 37+2       | 6+0        | CI-C            | 0               | 0               | -                  | -                  | -                  | -           | -           | -           | 39     | 6      |
| 2023-2024            | Mantova              | C                    | 37         | 5          | CI-C            | 1               | 0               | -                  | -                  | -                  | SC-C        | 2           | 0           | 40     | 5      |
| 2024-2025            | Mantova              | B                    | 35         | 2          | CI              | 2               | 0               | -                  | -                  | -                  | -           | -           | -           | 37     | 2      |
| Totale Mantova       | Totale Mantova       | Totale Mantova       | 109+2      | 13         |                 | 3               | 0               |                    | -                  | -                  |             | 2           | 0           | 116    | 13     |
| Totale carriera      | Totale carriera      | Totale carriera      | 466+13     | 87+1       |                 | 13              | 1               |                    | -                  | -                  |             | 2           | 0           | 494    | 89     |

## Palmarès

### Club

#### Competizioni nazionali
- Serie C: 1

Mantova: 2023-2024 (Girone A)